# Gordon Banks
Gordon Banks (Sheffield, 1937. december 30. – Stoke-on-Trent, 2019. február 12.) angol labdarúgó, az IFFHS szavazásán elnyerte a 20. század második legjobb kapusa címet Lev Jasin (1. helyezett) után, és Dino Zoff (3. helyezett) előtt.
Banks 1966-ban világbajnokságot nyert az angol válogatottal. 2004 márciusában Pelé a FIFA 100-ba nevezte, mely a valaha élt legjobb labdarúgók nevét tartalmazza. Máig a válogatott legjobb kapusának tartják. Legismertebb védését 1970-ben mutatta be a világbajnokságon, amikor Pelé védhetetlennek tűnő fejesét hárította.

## Pályafutása

### Klubcsapatban
Banks 1955-ben kezdte profi pályafutását, ekkor kötötte meg első profi szerződését a harmadosztályú Chesterfield csapatánál. 1959-ben átigazolt az élvonalbeli Leicester City-hez, ahol 1961-ben FA-kupa-döntőben védhetett a Tottenham Hotspur ellen. A mérkőzést a Tottenham nyerte 2–0-ra, így a londoni csapat duplázni tudott a szezonban. Két évvel később bemutatkozhatott az angol válogatottban, a Leicesterrel pedig újabb FA-kupa-döntőt játszhatott, ezúttal a Manchester United ellen. A kupát ismét nem sikerült elhódítaniuk, a Manchester 3–1-re győzött. 1964-ben csapatával Ligakupát nyert a Stoke City ellen, ahol Stanley Matthews is játszott. Az első mérkőzés 1–1 lett, a második mérkőzésen azonban már a Leicester bizonyult jobbnak: 3–2-re győzték le a Stoke-ot. A Ligakupa diadal után két évvel, 1966-ban pályafutásának legnagyobb sikereként világbajnok lett az angol válogatottal, miután a döntőben 4–2-re győzték le a nyugatnémet válogatottat.

### A válogatottban
Banks 1963. április 6-án debütált az angol válogatottban Alf Ramsey szövetségi kapitánynál a skót válogatott ellen. Annak ellenére, hogy a válogatott 2–1-re elveszítette a mérkőzést, Bankst megtapsolták, és Ramsey is elégedett volt a teljesítményével. Hamar felváltotta a kapuban Ron Springettet, és a következő 15 mérkőzésen 13-on ő védett, többek közt egy 1–1-es döntetlen alkalmával is Brazília ellen. 1965-re már a válogatott első számú kapusa lett.

## Sikerei, díjai
Leicester City
- Angol Ligakupa győztes – 1964, 1972
  - Ezüstérmes – 1965
- FA-kupa ezüstérmes – 1961, 1963

Angol válogatott
- Világbajnokság győztes – 1966
- Európa-bajnokság harmadik helyezett – 1970

Egyénileg
- OBE – 1970
- FWA az év labdarúgója – 1972